# 李亜鵬
李亜鵬（リー・ヤーポン、1971年9月27日 - ）は、中国新疆ウイグル自治区ウルムチ市出身の俳優。身長 183 cm、血液型はO型。

## 人物・経歴
1990年から1994年、北京・中央戯劇学院表演系で演技を学ぶ。卒業後いくつかの映画やドラマを経験したのち、1997年の『京港愛情線』でブレイク。続く1998年の『將愛情進行到底』で青春スターの地位を確立し、中国を代表する若手俳優の1人として大きな注目を集めた。
30代に入り、『笑傲江湖』（2001年）、『射鵰英雄伝』（2002年）と金庸の小説を映像化した話題作に連続主演、武侠ドラマのスターとして人気を博す。
2005年には、人気歌手の王菲（フェイ・ウォン）と結婚（2013年に離婚）。2006年5月に誕生した女児が重度の口唇裂であったことを公表、同じ障害を持つ貧しい子供たちの為の『嫣然天使基金』を夫妻で設立するなど慈善活動にも力を入れている。

## 出演作品

### 映画
- 青春作證（1992年）
- 最長的彩虹（1994年）
- 上海故事（1995年）
- 燃燒的慾望（1995年）
- 歌手（1996年）
- 紅髪卡（1997年）
- 新方便麺時代（1997年）
- 将爱情进行到底（邦題：Go!上海ラブストーリー）（2011年）（2011東京／札幌・中国映画週間で上映）

### テレビドラマ
- 北京深秋故事（1995年）
- 校園先鋒（1996年）
- 中國機長（1997年）
- 京港愛情線（1997年）
- 星星月亮太陽（1998年）
- 將愛情進行到底（1998年）
- 加州陽光中國橙（1999年）
- 情牽日月星（1999年）
- 情書（1999年）
- 開心就好（邦題：ハッピー・ファミリー）（1999年）
- 柯藍探長（2000年）
- 笑傲江湖（邦題：笑傲江湖）（2001年）
- 誰都会説我愛你（2002年）
- 海灘（邦題：ビーチ）（2002年）
- 射鵰英雄伝（邦題：射鵰英雄伝）（2003年）
- 末代皇妃（邦題：末代皇妃〜紫禁城の落日〜）（2003年）
- 生命烈火（2003年）
- 天下第一（邦題：天下第一）（2004年）
- 対決（2004年）
- 為愛結婚（2006年）
- 目撃者（2006年）
- 我們倆的婚姻（2007年）
- 関中風雲（2008年）
- 我的三十年（2008年）